# Alexandru Kozovits
Alexandru Kozovits (węg. Sándor Kozovics, ur. 3 września 1899 w Timișoarze, zm. ?) – rumuński piłkarz węgierskiego pochodzenia występujący na pozycji obrońcy, reprezentant Rumunii, uczestnik Igrzysk Olimpijskich 1924 w Paryżu.

## Kariera klubowa
Kozovits występował w klubach z rodzinnego miasta Timișoara: CA Timișoara oraz Unirea Timișoara.

## Kariera reprezentacyjna
W 1922 został powołany do kadry narodowej przez Teofila Morariu i zadebiutował w spotkaniu z reprezentacją Polski, strzelając w tym meczu bramkę. Został powołany na Igrzyska Olimpijskie w 1924 w Paryżu, gdzie zagrał w meczu z reprezentacją Holandii (0:6), był to ostatni mecz w kadrze tego zawodnika.